# Avantprojecte d'Estatut d'Autonomia d'Aragó de 1936
Avantprojecte d'Estatut d'Autonomia d'Aragó de 1936 fou un projecte autonomista desenvolupat durant la Segona República. És també conegut com a Estatut de Casp a causa del fet que fou en aquesta ciutat on grups de joventuts d'esquerres es van reunir el maig de 1936 i van decidir redactar un estatut d'autonomia.
La seva redacció fou encarregada al militant nacionalista Gaspar Torrente d'Estado Aragonés, qui formà una comissió el treball de la qual acabà el juny de 1936 amb la completa redacció del manuscrit. El text definitiu és presentat el 7 de juny, i el 15 de juliol de 1936 fou lliurat a les Corts, al costat del Projecte d'Estatut d'Autonomia de Galícia de 1936. No obstant això l'esclat de la Guerra Civil a partir del 17 de juliol estroncaren tota possibilitat que la iniciativa autonomista seguís endavant, i Aragó fou repartit ràpidament en dues zones dividides per la línia del front.